# Ion Maxim Danciu
Ion Maxim Danciu (17 februarie, 1948, Cluj – 7 octombrie, 2014, Cluj)
este absolvent al Facultății de Istorie și Filosofie a Universității „Babeș-Bolyai” din Cluj-Napoca, în anul 1972. În anul 1997 devine doctor în filosofie. Între anii 1974 și 1977 este redactor la revista „Transilvania” din Sibiu, din 1990 deține funcția de secretar general de redacție al revistei „Tribuna”, iar ulterior pe cea de redactor-șef. Din anul 1994 este conferențiar universitar doctor la Facultatea de Științe Politice, Administrative și ale Comunicării, secția Jurnalism din Cluj. 

## Colaborări
A colaborat la revista Echinox, unde și-a făcut debutul în anul 1970 cu articolul „Existență și cunoaștere la Blaga“, apoi a scris eseuri și articole în revistele „Steaua“, „Tribuna“, „Aletheea“, „Cahiers roumains d'etudes litteraires", „Revue roumaine de sciences sociales", „Studia Universitatis «Babeș-Bolyai»", „Saeculum".
A publicat studii în volume colective pe teme de filosofie și sociologie consacrate unor personalități ca Lucian Blaga, Eugeniu Sperantia, „D.D Roșca în filosofia românească, 1979“.

## Activitate
A publicat următoarele volume:
- Partea și întregul. Liniamente în antropologia filosofică românească, Cluj Napoca, 1994;
- În scorbura din oglindă, Cluj Napoca, 1997;
- Teme hegeliene, 1982;
- Cunoaștere și actiune. Profiluri de gânditori români, 1986;
- Adevăr și interes din perspectiva sociologiei cunoașterii și antropologiei filosofice,Cluj Napoca, 2001;
- Mass media, comunicare și societate, 2003;
- Curente și tendințe în jurnalismul contemporan, 2003;
- Mass media. Modernitate, postmodernitate, globalizare, 2005;
- Jurnalismul cultural în actualitate, 2005.